# Патекатль
Патека́тль (исп. Patecatl) — «Он из страны лекарств». В мифологии ацтеков бог исцеления, лекарственных снадобий, плодородия и алкогольного напитка октли (пульке), «владыка корня пульке». Являлся олицетворением трав и корней, необходимых для приготовления октли. Вместе с женой, богиней агавы Майяуэль, они породили богов опьянения Сенцон Тоточтин. Часто изображался с топором и щитом или с листом агавы и копательной палкой в руках. Первоначально был божеством хуастеков, одного из племён майя.

## Первоисточники
- Пресвитер Хуан; Антонио Перес; фрай Педро де лос Риос (глоссы). Кодекс Теллериано-Ременсис. www.kuprienko.info. — Украина, Киев, 2010. Перевод с испанского - А. Скромницкий, В. Талах. Дата обращения: 18 сентября 2024. Архивировано 5 декабря 2012 года.